# Tamás Gruborovics
Tamás Gruborovics (Szeged, 3 juli 1984) is een Hongaarse voetballer die uitkomt voor de Finse club FC Inter Turku. Hij fungeert als aanvallende middenvelder.
Hij speelde voorheen voor de Finse clubs MP Mikkeli, KuPS en FC KooTeePee Kotka.

## Carrière

### IFK Mariehamn en JJK
Vanaf 2009 kwam Gruborovics over van FC KooTeePee naar Mariehamn, in zijn eerste seizoen scoorde hij acht goals. In het seizoen 2010 werd Tamas clubtopscorder met 10 goals. Op 17 november 2010 tekende hij een tweejarig contract bij JJK. In het Veikkausliiga 2011 seizoen scoorde Gruborovics 16 goals in 30 wedstrijden voor JJK, waardoor hij in de top drie van topscoorders staat van 2011. In het 2012 seizoen scoorde Gruborovics 12 goals en 6 assists, hij was daarmee minder succesvol dan vorig seizoen, maar nog steeds de belangrijkste man voor zijn club.
Per februari 2013 speelt Gruborovic voor FC Inter Turku.